# Geraldo Alckmin
Geraldo Alckmin, né le 7 novembre 1952 à Pindamonhangaba, est un homme politique brésilien, vice-président de la république fédérative du Brésil depuis le 1er janvier 2023.
Médecin de profession, longtemps membre du parti conservateur et néolibéral PSDB, il est gouverneur de l'État de São Paulo de 2001 à 2006 et de 2015 à 2018.
Candidat à l'élection présidentielle de 2006, il parvient à mettre en ballottage le président sortant de gauche, Luiz Inácio Lula da Silva, mais, pâtissant d’une image austère, s’incline au second tour avec 39,2 % des suffrages. À nouveau candidat en 2018, il recueille moins de 5 % des voix.
À la surprise générale, tout en restant politiquement classé au centre droit, il rejoint ensuite le Parti socialiste brésilien (PSB) pour se présenter à la vice-présidence aux côtés de Lula da Silva lors de l’élection présidentielle de 2022, dont ils sortent victorieux avec 50,9 % des voix.
Après avoir été ministre chef de cabinet chargé de la Transition, il devient vice-président de la République ainsi que ministre du Développement, de l'Industrie, du Commerce extérieur et des Services dans le gouvernement Lula III.

## Biographie
Geraldo José Rodrigues Alckmin Filho naît le 7 novembre 1952 à Pindamonhangaba.

### Carrière professionnelle
Geraldo Alckmin étudie la médecine à l'université de Taubaté et se spécialise en anesthésie, puis travaille dans le service public des hôpitaux de São Paulo.

### Ascension politique

#### Débuts
Alors en première année de médecine, Geraldo Alckmin commence sa carrière politique en 1972 en se faisant élire au conseil municipal de Pindamonhangaba, ville dont il est le maire de 1977 à 1982, le plus jeune du Brésil à l'époque. Député fédéral de 1983 à 1987 puis de 1987 à 1994, il se distingue en faisant adopter des lois de protection du consommateur. En 1988, il est l'un des fondateurs du Parti de la social-démocratie brésilienne (PSDB).
Il est élu vice-gouverneur de l'État de São Paulo comme colistier de Mário Covas en 1994, puis en 1998. En raison de la maladie de Covas, il assure l'intérim le 22 janvier 2001 et jusqu'à la mort de ce dernier le 6 mars suivant, date à laquelle il lui succède. Au pouvoir, il opère une gestion orientée à droite, marquée par les privatisations et les violences policières. Il continue la politique de son prédécesseur en promouvant un large programme de santé et d'éducation publics. Ces investissements sont financés par des privatisations d'entreprises appartenant à l'État de São Paulo. Il est élu gouverneur le 27 octobre 2002 avec 58,64 % des suffrages. Son mandat de quatre ans est marqué par la réduction de la masse salariale, celle-ci passant de 49 % à 46 % du budget de l'État. Il unifie aussi les systèmes d'achats publics et réalise d'autres réformes économiques telle la mise en œuvre de partenariats public-privé.

#### Élection présidentielle de 2006
Pour un article plus général, voir Élection présidentielle brésilienne de 2006.
Le 14 mars 2006, le PSDB désigne Geraldo Alckmin comme son candidat à l'élection présidentielle. Du fait des lois électorales interdisant à un candidat d'exercer en même temps une fonction exécutive, il doit démissionner de son poste de gouverneur le 31 mars suivant et laisser Cláudio Lembo (en), le vice-gouverneur, finir le mandat.
Geraldo Alckmin obtient 41,6 % des suffrages et contraint Lula da Silva à un second second tour, alors que les sondages donnaient le président sortant réélu dès le premier tour. Geraldo Alckmin est nettement battu au second tour, où il recueille 39,2 % des voix. Ayant perdu 2,4 millions de voix entre les deux tours, il pourrait avoir été desservi par sa rhétorique très agressive, accusant son adversaire d’être un « fuyard », un « voleur de voitures » et le chef d’une « organisation criminelle ».

#### Élection présidentielle de 2018
Pour un article plus général, voir Élection présidentielle brésilienne de 2018.
Le 4 août 2018, Geraldo Alckmin est une nouvelle fois désigné candidat de son parti à l’élection présidentielle. Aécio Neves était initialement pressenti pour représenter le PSDB, mais sa candidature n’a pas abouti en raison des soupçons de corruption pesant sur lui. Principal candidat de la droite néolibérale et conservatrice, il voit sa candidature être accueillie favorablement par les médias traditionnels et le secteur financier. Il propose notamment transformer plusieurs régions amazoniennes en « chantier de construction ».
Pendant la campagne, il souffre de son manque de charisme et de son profil modéré dans une campagne qui voit l’électorat traditionnel du PSDB se tourner vers le candidat d’extrême droite Jair Bolsonaro. Sa colistière Ana Amélia Lemos, candidate à la vice-présidence, se situe cependant à l'extrême droite.
À l'issue du premier tour, il se classe en quatrième position, avec 4,8 % des suffrages exprimés. Le PSDB échoue ainsi au premier tour d’une élection présidentielle pour la première fois depuis 1989 et la candidature de Mário Covas. Alors que lui et son parti ne donnent pas de consigne en vue du second tour, sa colistière appelle à soutenir Jair Bolsonaro,.

### Élection présidentielle de 2022
Après avoir quitté le PSDB en décembre 2021, Geraldo Alckmin rejoint le PSB en mars 2022. Il est candidat à la vice-présidence de la république en tant que colistier par l'ancien président Lula pour l'élection présidentielle de 2022.
Cette alliance atypique entre deux anciens adversaires politiques permettrait, pour Geraldo Alckmin, de sortir de la marginalité dans laquelle la droite traditionnelle a été plongée depuis l'élection de Jair Bolsonaro, et pour le PT d'empêcher l'hypothétique émergence d'une candidature de la droite libérale et de construire un « front large » républicain rassemblant tous les opposants à Bolsonaro. Geraldo Alckmin assure que l'union sacrée est nécessaire en défense de la démocratie, menacée selon lui par Jair Bolsonaro. Le 30 octobre 2022, Lula est élu président et Geraldo Alckmin devient vice-président élu.

### Vice-président de la république du Brésil et ministre
Pendant la période de transition, Geraldo Alckmin est chargé de négocier un accord avec des partis du centrão afin de constituer une majorité parlementaire. Il contribue aussi à apaiser des marchés financiers effrayés par les promesses sociales du Parti des travailleurs.
Lors de la formation du gouvernement, entré en fonction en janvier 2023, il reçoit le ministère du Développement, de l'Industrie, du Commerce extérieur et des Services, une charge qu'il cumule avec la vice-présidence.

## Prises de position
Conservateur religieux proche de l'Opus Dei et opposé au droit à l'avortement, Geraldo Alckmin est libéral en économie et milite pour les privatisations. Il a proposé, en 2018, de transformer l’Amazonie en « chantier de construction ». Il a participé à la fronde contre le Parti des travailleurs qu'il a qualifié d'« organisation criminelle ».
Il est réputé proche de l’establishment et des milieux industrialo-financiers,
En 2016, il soutient le processus de destitution de la présidente Dilma Rousseff.

## Affaires et controverses

### Classification de documents sur le métro de São Paulo
En 2014, Geraldo Alckmin fait classifier top secret (soit 25 ans de non-communication) des documents concernant le transport public de São Paulo (dont des études de faisabilité, des descriptions de projet ainsi que des vidéos d'un projet Arte no metro), afin d'éviter toute communication dans le cadre de la loi sur l'accès à l'information . La Sabesp, entreprise publique, a aussi utilisé, à la même époque, ce régime de classification pour interdire pendant 15 ans l'accès à des documents concernant l'approvisionnement en eau de la mégalopole .
En 2013, des manifestations concernant le prix des transports publics avaient éclaté dans l'ensemble du pays, commençant à Porto Alegre avant de s'étendre ailleurs, en particulier à São Paulo.

### Soupçons de corruption
Il fait l'objet en 2017 d'une enquête de la justice pour corruption.
Le 5 septembre 2018, le ministère public l'accuse d'avoir accepté dix millions de reais (2,1 millions d'euros) de fonds de campagne illicites d'Odebrecht alors qu'il était gouverneur de São Paulo.